# Wohnen nach Wunsch
Wohnen nach Wunsch war eine Fernsehserie von VOX, in der die Renovierung eines Zimmers oder eines ganzen Hauses gezeigt wurde. Die Serie wurde von 2004 bis 2009 ausgestrahlt.

## Team
Moderatorin Enie van de Meiklokjes und Bauleiter Mark Kühler besuchten einen Kandidaten in dessen Wohnung. Dort renovierten sie ein Zimmer, ein Haus oder den Garten. Unterstützt wurden sie dabei von professionellen Handwerkern sowie den Verwandten oder Freunden des Kandidaten.
Bei der Moderation wechselten sich später Nina Moghaddam und Anja Backhaus ab, die die Bauleiter Mick Wewers oder Sascha Slechta begleiteten.

### Bewerbung
Die Kandidaten mussten sich mit Fotos des Hauses und der Familie bewerben und begründen, warum gerade bei ihnen eine umfassende Renovierung nötig war. Häufig bewarben sich junge Erwachsene, die sich bei ihren Eltern bedanken wollten. An den betroffenen Wohnungen war seit vielen Jahren nicht gearbeitet worden, meistens, weil die Familie einen Schicksalsschlag erlitten hatte. Der Sender übernahm alle Kosten für Baumaterial, Möbel und sonstige Einrichtungsgegenstände.

### Renovierung
Bevor das Team das erste Mal anrückte, räumten die Kandidaten bereits die Schränke aus. Damit verhinderte man, dass „Peinliches“ zu Tage gefördert wurde. Das Haus wurde innerhalb von vier Tagen komplett renoviert. In frühen Folgen verbrachten die Bewohner diese Zeit im Urlaub oder bei Verwandten und wussten – angeblich – nichts von ihrem Glück. In den späteren Folgen wurden die Bewohner vorab um ihr Einverständnis gefragt und für die Zeit der Renovierung in ein Hotel geschickt. Dort erhielten sie mehrere Videobotschaften von der Baustelle. 
Die Moderatorin und der Bauleiter wurden von einem Team aus Handwerkern und mehreren Spezialisten für Fenster, Heizung u. ä. unterstützt. Die Verwandten der Bewohner, die sich bei VOX beworben hatten, arbeiteten ebenfalls mit. Zu Beginn jedes Bautages wurden die anstehenden Arbeiten für die TV-Zuschauer mit einem 3D-Modell des Hauses präsentiert. Außerdem erhielten Heimwerker durch Kommentare und Einblendungen Tipps der Profis.
Am Abend des vierten Tages kehrten die Bewohner zurück und wurden von ihren Verwandten und den Moderatoren vor der Tür empfangen. Dann gingen sie durch die einzelnen Räume, um das Ergebnis der Renovierung zu betrachten und zu kommentieren.

## Ausstrahlung
Nachdem die Sendung werktäglich gesendet wurde, strahlte VOX ab dem 27. August 2006 sonntags Spezialfolgen aus, in welcher ganze Häuser renoviert wurden. In der zweiten Folge dieser Sonderausgaben von Wohnen nach Wunsch – Das Haus trat Anja Backhaus das erste Mal auf.